# Pseudofentonia medioalbida
Pseudofentonia medioalbida är en fjärilsart som beskrevs av Nakamura 1973. Pseudofentonia medioalbida ingår i släktet Pseudofentonia och familjen tandspinnare. Inga underarter finns listade i Catalogue of Life.

## Bildgalleri

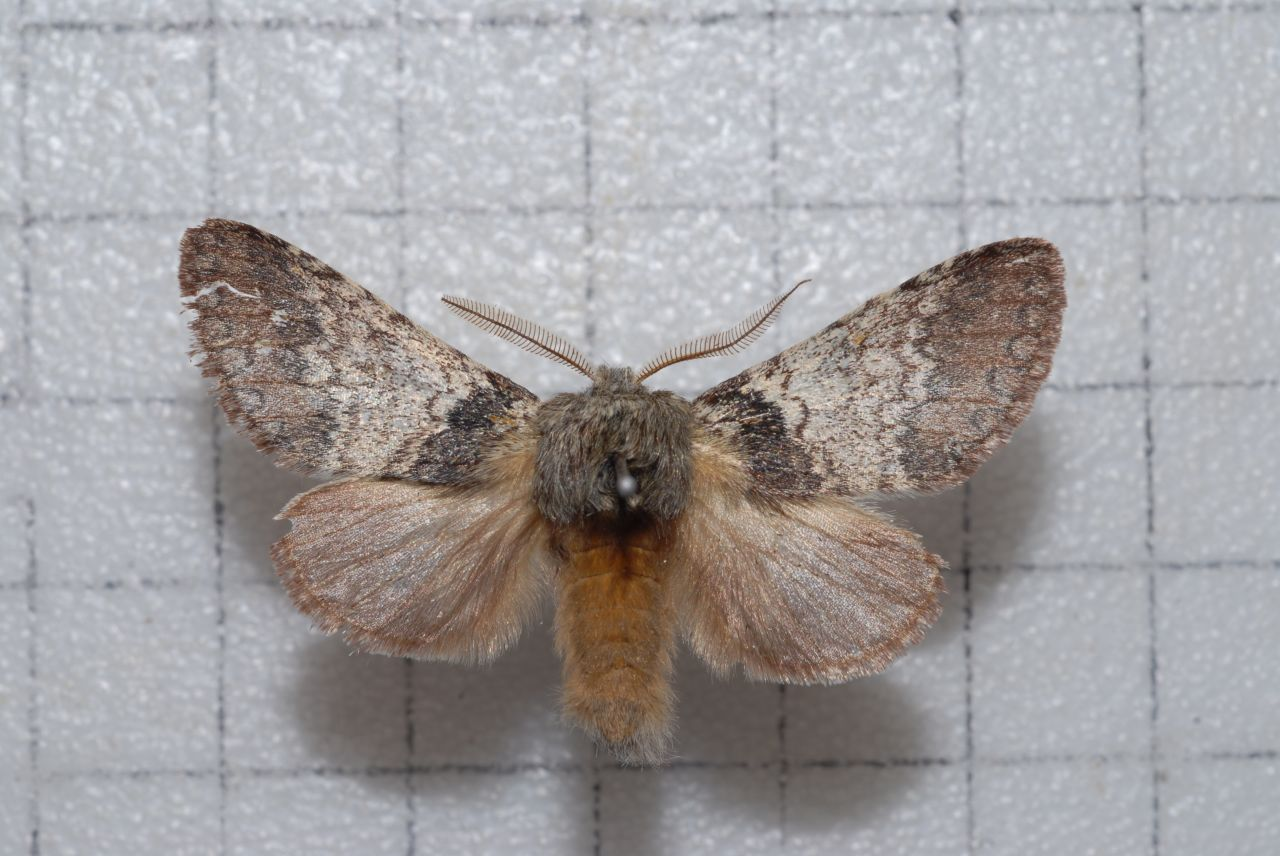